# Terapia ocupacional en la lesión medular
La terapia ocupacional en la lesión medular es el tratamiento de las personas que sufren una afectación neurológica. Se inicia en el hospital y concluye con su reinserción en la sociedad, intentando que el paciente sea lo más independiente posible.  La intervención es individualizada, condicionada por el grado de lesión y las circunstancias personales.

Afectación del Sistema Nervioso Central: Lesión Medular

## Evaluación
Para una correcta evaluación del paciente con algún tipo de lesión medular se debe comenzar por determinar el nivel de dicha lesión, aspecto  prioritario para establecer  los objetivos de rehabilitación.
Se tiene en cuenta la observación de los músculos indemnes, así como la valoración sensitiva, además de otros factores como son: el balance articular y muscular, el tono muscular, la coordinación, el control postural, la existencia o no de fracturas añadidas, existencia de úlceras de presión, el grado de independencia en actividades de la vida diaria y estado psicológico.

## Objetivos
El objetivo general del terapeuta ocupacional será restablecer y compensar las funciones perdidas para lograr la máxima independencia física, psíquica y social. Consecuentemente la independencia funcional podrá ayudar a recuperar y mantener la confianza del sujeto en sí mismo.
Además de mejorar las funciones físicas del paciente (aumentar la fuerza y resistencia global, búsqueda de compensaciones para las funciones deficientes, conservar el balance articular y el balance muscular, prevención de úlceras, etc.), el terapeuta ocupacional deberá conseguir que la persona acepte su imagen corporal y su responsabilidad en el proceso de rehabilitación.
Otros de los objetivos a los que se enfrenta un terapeuta ocupacional es la creación de estrategias para buscar la independencia en las actividades de la vida diaria del paciente. Este objetivo abarca tanto el asesoramiento familiar, como el estudio del ámbito familiar y de trabajo para la eliminación de  las barreras arquitectónicas en la medida de lo posible.

## Niveles neurológicos y discapacidad
Dependiendo del nivel de lesión medular, el paciente presenta mayor o menor grado de discapacidad. A continuación se muestra la distribución y tipo de déficit presente en las lesiones más representativas, así como algunos de los logros funcionales que se pueden conseguir:
- En la lesión C1-C4 (Tetraplejia),  el paciente depende de un respirador (excepto en la lesión en C4), presenta una parálisis completa de las extremidades superiores y los movimientos del cuello y el hombro pueden ser de grado variable. En las actividades de la vida diaria son totalmente dependientes, podrán moverse utilizando sillas de ruedas eléctricas con control cervical, presentan independencia verbal y pueden utilizar ordenadores y otros medios para comunicarse a través de sistemas especialmente ideados para este fin.
- En la lesión C5 (Tetraplejia), el paciente presenta déficit en la supinación y la flexión del codo, flexión y abducción del hombro, se sienta apoyándose en sí mismo, utilizando ambos brazos con los codos sujetos. Puede participar activamente en algunas actividades de la vida diaria como empujar la silla de ruedas en distancias cortas o conducir vehículos adaptados, pueden comer con cuchara y tenedor utilizando ortesis estabilizadoras de muñecas y adaptaciones universales para cubiertos al igual que participar en la higiene facial y dental.
- El sujeto con lesión C6 (Tetraplejia) presenta pronación del codo, extensión de muñeca y tendonitis de los flexores de los dedos de la mano. En este caso, pueden levantar el brazo por debajo del nivel del codo apoyándose en el brazo contralateral con el codo sujeto. Presenta una mayor independencia en las actividades de la vida diaria, ya que puede usar cubiertos mediante adaptación universal, puede participar en la higiene facial, dental y corporal de la parte superior del cuerpo, puede ser independiente en el vestido superior y además puede empujar su silla de ruedas, puede realizar algunas transferencias con tabla y la ayuda de otra persona y puede conducir vehículos adaptados.
- En la lesión  medular C7-C8 (Tetraplejia),  el paciente puede extender el codo, flexionar la muñeca y agarrar y soltar objetos, levanta el brazo por encima de la cabeza y lo puede doblar y estirar. En este caso presenta independencia en muchas de las actividades de la vida diaria.
- Cuando el nivel es T1-T9 (Paraplejia), el lesionado medular  se puede sentar sin ayuda y levanta los dos brazos al mismo tiempo en todas las direcciones. Es independiente en la silla de ruedas y puede andar balanceándose utilizando puntos de apoyo ortopédicos para las extremidades inferiores (puede hacerlo como ejercicio, no tiene carácter funcional).
- En la lesión T10 (Segmento coccígeo paraplejia), el sujeto se sienta sin ayuda y puede lanzar y coger un balón por encima de la cabeza. En los casos de lesión baja puede andar balanceándose utilizando puntos de apoyo ortopédicos para las extremidades inferiores.

## Fases de rehabilitación del lesionado medular
La rehabilitación de la lesión medular debe comenzar lo antes posible. La disminución de las complicaciones está relacionada  directamente con los cuidados recibidos inmediatamente después de la lesión medular. La rehabilitación se inicia de forma gradual y con el paso del tiempo vamos aumentando progresivamente el número de horas al día.

### Fase aguda
En las fases iniciales se hace en la cama y se progresa según la tolerancia que presenta el individuo. En esta fase es frecuente que presente dolor, se fatigue fácilmente y se sienta confuso.
La intervención del terapeuta ocupacional se dirigirá preferentemente a iniciar una relación terapéutica, mantener un arco de movimiento normal en las extremidades superiores  y adaptar dispositivos.
En las lesiones cervicales, donde están afectadas las extremidades superiores, deben controlarse las articulaciones susceptibles de sufrir contracturas  y dolor, especialmente la rotación externa del hombro, la extensión del codo y la pronación del antebrazo.
Se debe prestar atención particular a la mano del paciente con tetraplejia: esta debe mantenerse en una posición funcional previniendo, mediante el uso de férulas, manoplas y rodillos, la aparición de limitaciones articulares, contracturas o deformidades. De esta forma  conseguiremos preservar la movilidad de la mano para facilitar la pinza mediante el efecto de tenodesis: esto es, la apertura pasiva de los dedos cuando se flexiona la muñeca, y el cierre de los dedos cuando la muñeca se extiende.
Otras de las funciones del terapeuta es adaptar diferentes dispositivos a la cama del paciente para facilitarle la realización de algún tipo de actividad (por ejemplo, adaptar un atril para la lectura) o tener algún control a distancia a su alcance (por ejemplo, un conmutador para encender o apagar la Tv).

### Fase de encamamiento
En esta fase se debe prestar especial atención al tratamiento postural con cambios de posición cada tres horas y la prevención de escaras, mediante almohadas de protección que liberan las zonas de presión como sacro y talones. Para evitar rigideces musculares, deben colocarse los miembros paréticos en posición funcional y utilizar férulas y/o rodillos como la Férula de Heidelberg, semejante a un guante de boxeo que coloca la mano con una extensión de muñeca de 45°; las articulaciones metacarpofalángicas en flexión de 90° y las interfalángicas distales en 0º de extensión. También se emplean férulas de extensión del codo o férulas de extensión de la muñeca, que permiten posicionar la mano con una ligera flexión dorsal de muñeca para darle más funcionalidad. Por su parte, los rodillos permiten, entre otras funciones, mantener una postura de semiflexion de todas las articulaciones de la mano.
La movilización activa, activa-asistida y pasiva de las articulaciones es esencial, dado que permite evitar las contracturas, el dolor y la limitación funcional de las articulaciones afectadas y prevenir atrofias y debilidad en la musculatura indemne. El tratamiento físico de la espasticidad produce efectos beneficiosos a corto plazo: movimientos pasivos rítmicos, estiramientos e hidroterapia. Otros métodos son la estimulación aferente, la crioterapia y la hipoterapia.
El tratamiento de terapia ocupacional en rehabilitación respiratoria se basa en adiestrar al paciente en la manera de realizar las actividades de la vida diaria con el menor esfuerzo posible, y por tanto con menos sensación disneica, mediante la aplicación de técnicas de ahorro de energía, combinados con las técnicas mencionadas anteriormente. Los objetivos principales de esta rehabilitación, objetivo también de la fisioterapia, son:
- Proteger la vía aérea ante trastornos de la deglución que ocasionan aspiraciones.
- Conseguir una tos efectiva.
- Mejorar la capacidad de fuelle torácico para mantener una ventilación alveolar adecuada.

### Fase de sedestación
Durante esta etapa, el  rol del terapeuta ocupacional consiste principalmente en conseguir que el paciente mantenga una posición en sedestación lo más alineada posible. Para ello, se deberá elegir el tipo de silla de ruedas y cojín de acuerdo con el nivel de lesión y las características del paciente. En caso de lesiones cervicales altas, se debe valorar la necesidad de equipamientos especiales para estabilizar el tronco y/o la cabeza, tales como apoyabrazos regulables en altura, cinchas abdominales torácicas, cabezales, tipo de cojín, apoyos costales, adaptación de una mesita a la silla de ruedas, etc.
Por otra parte será necesario el entrenamiento de miembros superiores, enseñanza de las actividades de la vida diaria (alimentación, aseo, vestido, transferencias desde la silla hasta la cama, el WC, el baño, el coche, y viceversa; y del empleo de la grúa a los familiares), control del entorno, así como del estudio de las necesidades de productos de apoyo en el domicilio.

### Posicionamiento de bipedestación
Es uno de los objetivos principales del TO en  los pacientes con lesión medular. Hay tres niveles de deambulación:
- Comunitaria: el paciente es independiente para hacer transferencias y caminar sis asistencia de otras personas, tanto en casa como fuera de ella.
- En el ámbito del hogar, puede desplazarse caminando con relativa independencia, pero precisa ayuda para transferencias mientras que no puede desplazarse caminando fuera  del hogar.
- Para el ejercicio físico; requiere ayuda significativa para deambular.

### Fase de rehabilitación activa
En esta etapa, el objetivo es mejorar el nivel de funcionalidad. Evidentemente, depende de la afectación neurológica, la edad, el estado médico anterior y la motivación y los recursos disponibles.
Una de las evaluaciones que más se utilizan es el Funcional Independence Measure (FIM), propuesta por la asociación Americana de la Lesión Medular (ASIA). Por otra parte, la Canadian Occupational Performanca Measure (COPM) es una de las evaluaciones más recomendables para identificar y priorizar los objetivos ocupacionales de los pacientes con lesión medular.
Durante esta etapa, se debe enseñar al principal cuidador las tareas en las que el paciente requiere ayuda.

### Fase de integración
Esta etapa es la última en el proceso rehabilitador. Se prepara al paciente a lo largo de toda su recuperación para esta fase de integración.